# Mikulin (Kraśnik)
Pour les articles homonymes, voir Mikulin.
Mikulin (prononciation : [miˈkulin]) est un village polonais de la gmina de Kraśnik dans le powiat de Kraśnik de la voïvodie de Lublin dans l'est de la Pologne.
Il se situe à environ 6 kilomètres au sud-ouest de Kraśnik (siège de la gmina et du powiat) et 50 kilomètres au sud-ouest de Lublin (capitale de la voïvodie).

## Histoire
De 1975 à 1998, le village est attaché administrativement à l'ancienne Voïvodie de Lublin.

Depuis 1999, il fait partie de la nouvelle voïvodie de Lublin.